# Светлячок (мультфильм, 1978)
«Светлячок» — советский короткометражный рисованный мультипликационный фильм 1978 года режиссёра Анатолия Петрова (не имеет отношения к детскому мультипликационному журналу «Светлячок»).

Второй из трёх сюжетов мультипликационного альманаха «Весёлая карусель» № 10. Снят по стихотворению «Сказка про светлячка», написанному в 1977 году детским писателем Виталием Коржиковым.

## Сюжет
Однажды ночью сквозь сучок под мангровым пеньком

 Пробился в море светлячок весёлым огоньком.

 Он час, другой глядел во тьму: ночь, сколько ни глазей!

 И понял: «Скучно одному! Пойду искать друзей!…»
Не все обитатели морских глубин обрадовались появлению светлячка, но нашлись и те, кому понадобилась его помощь, кто был рад свету. В конце мультфильма светлячок находит целый водоворот таких же, как он, светлячков и устремляется к ним.

## Создатели
| автор сценария                                 | Виталий Коржиков                |
| режиссёр художник-постановщик и мультипликатор | Анатолий Петров                 |
| ассистенты художника:                          | Ирина Кулакова, Елена Караваева |
| ассистент режиссёра                            | Ольга Исакова                   |
| композитор                                     | Шандор Каллош                   |
| текст читает                                   | Пётр Вишняков                   |
| монтажёр                                       | Наталии Степанцевой             |

## Награды и призы
- На I Международном кинофестивале мультфильмов в Варне (Болгария) — Приз

## Отзывы
Одно из качеств Петрова-режиссёра — безупречное знание материала. Если он снимал для «Весёлой карусели» сюжет «Светлячок», то в нём была представлена глубоководная фауна во всём богатстве и с максимальной точностью.— Георгий Бородин Анатолий Алексеевич Петров